# 1014 w polityce

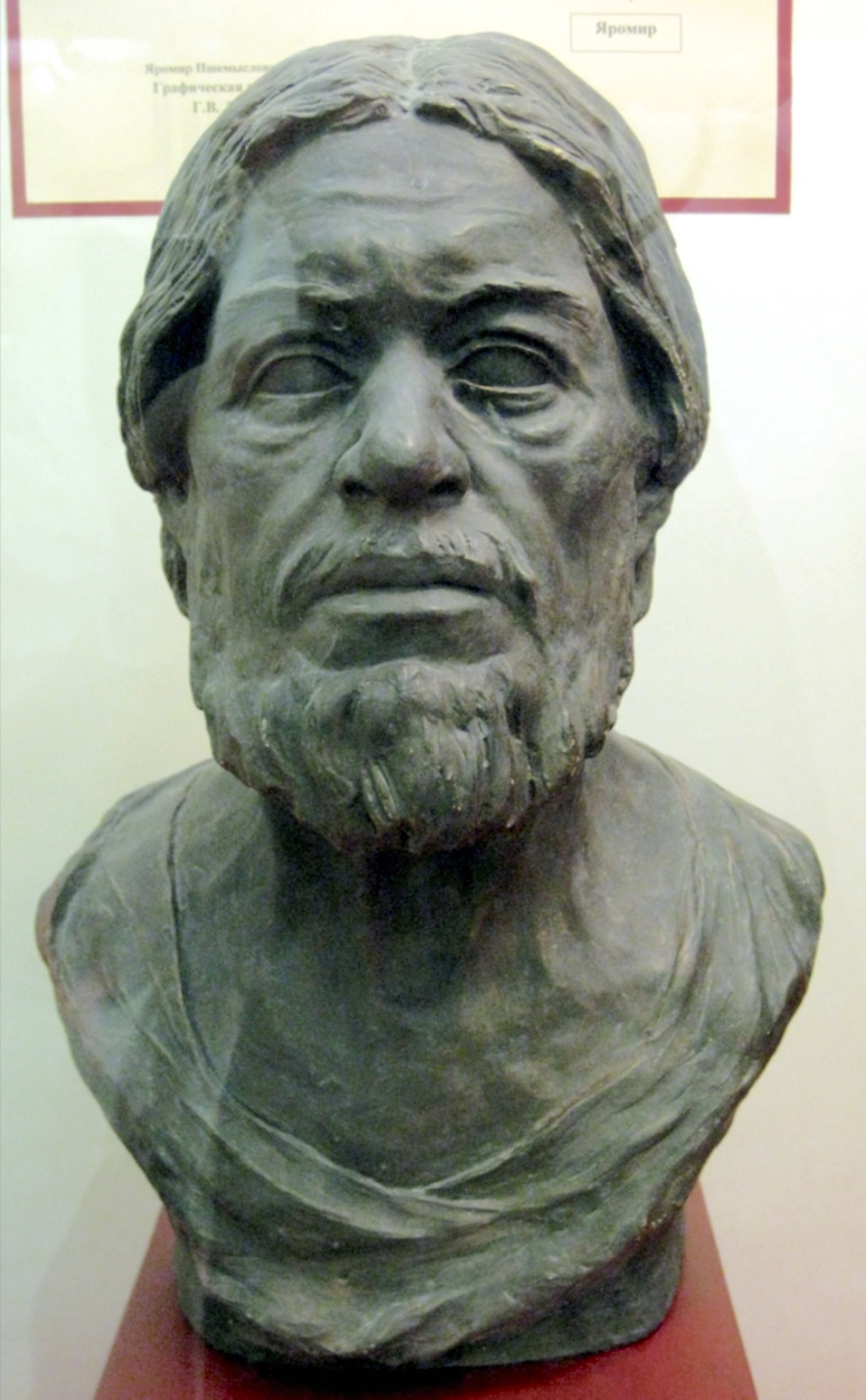
Rekonstrukcja twarzy cara Bułgarii Samuela Komitopula

Wydarzenia polityczne w 1014 roku.

## Wydarzenia
- Wikingowie rezygnują z podboju Irlandii pod klęsce w bitwie pod Clontarf[1].
- Cesarz bizantyjski Bazyli II pokonuje Bułgarów i każe oślepić 14 tysięcy jeńców. Na pamiątkę tego wydarzenia nosić będzie przydomek Bułgarobójca[2].
- Knut Wielki[3][4] zostaje spadkobiercą Swena Widłobrodego i następnie w 1016 królem Anglii[5].
- Ethelred II Bezradny na krótko odzyskuje tron Anglii[6].
- Henryk II Święty, król Niemiec, zostaje cesarzem rzymskim[7].

## Zmarli
- 3 lutego Swen Widłobrody, król angielski i duński.
- 23 kwietnia w zwycięskiej bitwie pod Clontarf Brian Bóruma, król irlandzki[8].
- 7 maja Bagrat III, król Gruzji[9], święty Gruzińskiego Kościoła Prawosławnego.
- 6 października Samuel Komitopul, car Bułgarii. Przyczyną śmierci był rzekomo szok wywołany wiadomością o klęsce jego wojsk w bitwie z Bizantyjczykami[10].